# Луг (Шосткинський район)
Луг — село в Україні, у Середино-Будській міській громаді Шосткинського району Сумської області. Населення становить 10 осіб. До 2020 орган місцевого самоврядування — Пигарівська сільська рада.

## Географія
Село Луг знаходиться на лівому березі річки Свига, за 1,5 км — село Хрещикове, вище за течією на відстані 2 км розташоване село Пигарівка, нижче за течією на відстані 6 км розташоване село Жихове, на протилежному березі — село Лукашенкове.

## Символіка
На гербі зображена золота ялина що вказує на історичну назву населеного пункту - хутір Борок. Два снопа пшениці - на сільське господарство і поля біля села. Зелений колір зображає луг, що вказує на поточну назву села. Синій - річка Свига.

## Історія
Луг був заснований в 1928 році переселенцями з навколишніх населених пунктів і до 40-х років минулого століття називався в народі хутір Борок. Він був невеликим населеним пунктом і в 1940 році налічував 29 дворів, у яких проживало близько 100 жителів, а в середині 50-х років минулого століття — близько 150 жителів.
У 60-х роках ХХ століття Луг потрапив у розряд неперспективних населених пунктів і почав приходити в запустіння. Чисельність населення в ньому з року в рік знижувалася і в 2004 році він спорожнів.
12 червня 2020 року, відповідно до Розпорядження Кабінету Міністрів України № 723-р «Про визначення адміністративних центрів та затвердження територій територіальних громад Сумської області» увійшло до складу Середино-Будської міської громади.
19 липня 2020 року,  в результаті адміністративно-територіальної реформи та ліквідації Середино-Будського району, село увійшло до Шосткинського району.